# 神奈川县立营养短期大学
神奈川县立营养短期大学（日语：／ Kanagawakenritsu Eiyō Tanki Daigaku *）是过去一所位于日本神奈川县横滨市保土谷区的公立短期大学。

## 概要

### 简介
- 学校最早可以追溯到1945年即神奈川县立营养师培养所的创立。短期大学为于1953年开办[1]、由神奈川县经营。招収男女学生到2002年、停办于2004年[2]。

### 历史
- 1953年 神奈川营养短期大学成立并同时设置食物营养科。
- 1961年 改校名为神奈川县立营养短期大学
- 2002年 最后一年招生、次年停止招生（正式停办于2004年3月29日[2]）

## 学校环境
- 校区：在了神奈川县横滨市保土谷区[注 1]

## 历任校长
- 田中静雄：第一代短期大学校长[1]
- 铃木忠义：最后短期大学校长。就任于1995年[1]

## 组织

### 学科
- 食物营养科

### 专科
| - 没有 |

### 业余课程
| - 没有 |

## 相关链接
- 日本短期大学列表
- 神奈川县立卫生短期大学
- 神奈川县立外语短期大学